# رودک (بوئین‌زهرا)
رودک نام روستایی در ۱۹ کیلومتری جنوب غربی بوئین زهرا و در دامنهٔ کوه‌های جارو که در زلزلهٔ ۱۳۴۱ بوئین زهرا کاملاً ویران شد.
رودک در فاصله ۱۰ کیلومتری جنوب شهر سگزآباد واقع شده که دارای باغات سرسبز در اطراف رودخانه حاجی عرب ودرختان گردوی چند صد ساله می‌باشد ودرختان به آن در منطقه دشت قزوین معروف است شغل اکثر ساکنان این روستاکشاورزی وتعدای نیزدرکنار ان به دامداری مشغولند. در محل ورودی این روستا سد خاکی بزرگی احداث شده که یکی از منابع تأمین آب کشاورزی منطقه زراعی خرم‌آباد این روستاست. باغات ییلاقی این روستامحل تفریح واستراحت مسافرین شهرهای بویین زهرا وسگزآباد نیز می‌باشد. این روستا بعد از زلزله۱۳۴۱ به دو محله بالا ومحله پایین تقسیم شدکه ساختمان‌های محله پایین توسط استادان (مهندس زارع) ودانشجویان دانشگاه تهران به صورت تقریباً ضد زلزله احداث گردید. این روستا دارای دو امامزاده بنام‌های محمدباقر و فضل علی می‌باشد. رودک دارای سه قنات می‌باشد که هرکدام قسمتی از مزارع وباغات راسیراب می‌کند و در گویش محلی بنام‌های کمرک در غرب یوخاری کهریز درمرکز وآشاقی کهریز در جنوب شرقی می‌باشد. کشتزارها و باغ‌ها به نام‌های محلی عبارتند از قنشر. قصبه. قاراگونه. ارخاستو. مزرعه شاوه. گاوچک. وخرم آبادکه در این منطقه سه چاه عمیق حفر شده و باغ‌های عمران در این قسمت واقع شده‌است. آب قنوات معمولاً به صورت سهم آبی بین کشاورزان تقسیم می‌شودوهرکس باندازه سهمی که دارد می‌تواند از آب قنوات استفاده کند.
طبق آخرین سرشماری جمعیت این شهرک ۱۵۵۶ نفر بوده که تعداد۷۲۰ نفر مرد و ۸۳۶ نفر زن در قالب حدود ۲۶۰ خانوار می‌باشد. مردم این روستا به زبان ترکی آذری تکلم می‌کنند.
ازنظر جغرافیایی از شمال به سگزآباد. از جنوب به کوه‌های جارو. از شرق به روستای تفک؛ و از شمال غربی به چسکین و از غرب به رستم‌آباد متصل است.

## سد رودک
سدخاکی رودک که در سال ۱۳۶۱ آبگیری شد با ارتفاع بیشینه ۱۱ متر و طول ۳۶۵ متر و ذخیره آب مفید ۱٫۴۶۵ میلیون مترمکعب می‌باشد که با استفاده از این آب ذخیره شده حدود ۴۰۰ هکتار از زمین‌های پایین دست آبیاری می‌شود.